# Giannis Antetokounmpo
Giannis Ugo Antetokounmpo (Grieks: Γιάννης Αντετοκούνμπο) (Athene, 6 december 1994) is een Griekse basketballer van Nigeriaanse afkomst die in de NBA speelt bij de Milwaukee Bucks. Hij speelt voornamelijk als power-forward.

## Professionele carrière
Antetokounmpo werd geboren als zoon van Nigeriaanse immigranten in de Griekse hoofdstad Athene. In 2012 sloot hij zich aan bij basketbalclub Filathlitikos BC. In april 2013 werd de Griekse atleet in de NBA gedraft door de Milwaukee Bucks. Tijdens het seizoen 2015/16 werd hij de voornaamste spelmaker van de ploeg. In het seizoen 2016/17 werd Antetokounmpo de eerste speler in de geschiedenis van de NBA die het seizoen eindigde met een plaats in de top 20 van de volgende vijf statistieken: meeste punten, meeste rebounds, meeste assists, meeste steals en meeste blocks.
In het NBA seizoen 2018/19 plaatste Antetokounmpo en de Bucks zich als 1e uit de Eastern Conference voor de play-offs. In de eerste ronde versloegen ze met 4-1 de Detroit Pistons en in de tweede ronden stuurden ze met 4-1 de Boston Celtics naar huis. Zodoende kwamen de Bucks in de Conference Finals terecht, waar de Toronto Raptors de tegenstanders waren. Milwaukee verloor de serie met 4-2, waarna de Raptors ook uiteindelijk de NBA-kampioen werden. In dit seizoen werd Antetokounmpo wel uitgeroepen tot de MVP. Hij was destijds slechts de derde niet-Amerikaanse winnaar van deze award.
In het NBA seizoen 2019/20 gingen Antetokounmpo en de Bucks wederom als hoogstgeplaatste Eastern Conference-team de play-offs in. Echter ging het al mis in de tweede ronde tegen de Miami Heat. De Bucks verloren deze serie met 4-1, waardoor het team niet aan de verwachtingen voor het seizoen voldeed. Wel won Antetokounmpo voor het tweede jaar op rij de MVP. Daarnaast won hij ook de prijs van Beste Verdediger. Dat was een bijzondere prestatie, want de laatste keer dat 1 speler in 1 seizoen zowel MVP als Beste Verdediger won waren dat Michael Jordan en Hakeem Olajuwon.
In het NBA seizoen 2020/21 braken Antetokounmpo en de Bucks eindelijk door. In de play-offs werden de Miami Heat, Brooklyn Nets en Atlanta Hawks verslagen, waardoor Milwaukee voor het eerst sinds 1974 de NBA Finals bereikte. In de finale waren de Phoenix Suns de tegenstander. De Suns wonnen de eerste 2 wedstrijden en leken op weg naar de NBA-titel, maar de Bucks wonnen de daaropvolgende 4 wedstrijden, waardoor de Bucks de serie wonnen met 4-2. Hierdoor waren de Bucks na de titel van 1971, precies 50 jaar later, weer NBA-kampioen. Antetokounmpo werd onderscheiden met de Finals MVP.

## Privéleven
Giannis heeft drie andere broers die ook basketballer zijn: Thanasis Antetokounmpo, Kostas Antetokounmpo, Alex Antetokounmpo.

## Erelijst
- NBA-kampioen: 2021
- NBA-cup: 2024
- NBA Most Valuable Player Award: 2019, 2020
- NBA Finals Most Valuable Player Award: 2021
- NBA Defensive Player of the Year Award: 2020
- NBA Most Improved Player Award: 2017
- NBA All-Star: 2017, 2018, 2019, 2020, 2021, 2022, 2023
- NBA All-Star Game MVP: 2021
- All-NBA First Team: 2019, 2020, 2021, 2022, 2023, 2024
- All-NBA Second Team: 2017, 2018
- NBA All-Defensive First Team: 2019, 2020, 2021, 2022
- NBA All-Defensive Second Team: 2017
- NBA All-Rookie Second Team: 2014
- NBA 75th Anniversary Team
- FIBA EuroBasket Topschutter: 2022
- Euroscar Player of the Year: 2018
- Grieks All-Star: 2013

## Statistieken

### Reguliere seizoen
| Seizoen  | Team            | WG  | WS  | MPW  | 2P%  | 3P%  | FW%  | RPW  | APW | SPW | BPW | PPW  |
| -------- | --------------- | --- | --- | ---- | ---- | ---- | ---- | ---- | --- | --- | --- | ---- |
| 2013/14  | Milwaukee Bucks | 77  | 23  | 24,6 | 41,4 | 34,7 | 68,3 | 4,4  | 1,9 | 0,8 | 0,8 | 6,8  |
| 2014/15  | Milwaukee Bucks | 81  | 71  | 31,4 | 49,1 | 15,9 | 74,1 | 6,7  | 2,6 | 0,9 | 1,0 | 12,7 |
| 2015/16  | Milwaukee Bucks | 80  | 79  | 35,3 | 50,6 | 25,7 | 72,4 | 7,7  | 4,3 | 1,2 | 1,4 | 16,9 |
| 2016/17  | Milwaukee Bucks | 80  | 80  | 35,6 | 52,2 | 27,2 | 77,0 | 8,7  | 5,4 | 1,6 | 1,9 | 22,9 |
| 2017/18  | Milwaukee Bucks | 75  | 75  | 36,7 | 52,9 | 30,7 | 76,0 | 10,0 | 4,8 | 1,5 | 1,4 | 26,9 |
| 2018/19  | Milwaukee Bucks | 72  | 72  | 32,8 | 57,8 | 25,6 | 72,9 | 12,5 | 5,9 | 1,3 | 1,5 | 27,7 |
| 2019/20  | Milwaukee Bucks | 63  | 63  | 30,4 | 55,3 | 30,4 | 63,3 | 13,6 | 5,6 | 1,0 | 1,0 | 29,5 |
| 2020/21  | Milwaukee Bucks | 61  | 61  | 33,0 | 56,9 | 30,3 | 68,5 | 11,0 | 5,9 | 1,2 | 1,2 | 28,1 |
| 2021/22  | Milwaukee Bucks | 67  | 67  | 32,9 | 55,3 | 29,3 | 72,2 | 11,6 | 5,8 | 1,1 | 1,4 | 29,9 |
| Carrière | Carrière        | 656 | 591 | 32,6 | 53,5 | 28,8 | 71,8 | 9,4  | 4,6 | 1,2 | 1,3 | 21,8 |
| All Star | All Star        | 6   | 6   | 25,5 | 71,4 | 31,6 | 66,7 | 9,0  | 3,5 | 1,5 | 1,0 | 29,0 |

### Play-offs
| Seizoen  | Team            | WG | WS | MPW  | 2P%  | 3P%  | FW%  | RPW  | APW | SPW | BPW | PPW  |
| -------- | --------------- | -- | -- | ---- | ---- | ---- | ---- | ---- | --- | --- | --- | ---- |
| 2014/15  | Milwaukee Bucks | 6  | 6  | 33,5 | 36,6 | 0,0  | 73,9 | 7,0  | 2,7 | 0,5 | 1,5 | 11,5 |
| 2016/17  | Milwaukee Bucks | 6  | 6  | 40,5 | 53,6 | 40,0 | 54,3 | 9,5  | 4,0 | 2,2 | 1,7 | 24,8 |
| 2017/18  | Milwaukee Bucks | 7  | 7  | 40,0 | 57,0 | 28,6 | 69,1 | 9,6  | 6,3 | 1,4 | 0,9 | 25,7 |
| 2018/19  | Milwaukee Bucks | 15 | 15 | 34,3 | 49,2 | 32,7 | 63,7 | 12,3 | 4,9 | 1,1 | 2,0 | 25,5 |
| 2019/20  | Milwaukee Bucks | 9  | 9  | 30,8 | 55,9 | 32,5 | 58,0 | 13,8 | 5,7 | 0,7 | 0,9 | 26,7 |
| 2020/21  | Milwaukee Bucks | 21 | 21 | 38,1 | 56,9 | 18,6 | 58,7 | 12,8 | 5,1 | 1,0 | 1,2 | 30,2 |
| 2021/22  | Milwaukee Bucks | 12 | 12 | 37,3 | 49,1 | 22,0 | 67,9 | 14,2 | 6,8 | 0,7 | 1,3 | 31,7 |
| Carrière | Carrière        | 76 | 76 | 36,3 | 52,7 | 26,4 | 62,6 | 12,0 | 5,2 | 1,0 | 1,4 | 26,8 |

0 DiVincenzo ·
3 Bryant ·
5 Teague ·
7 Forbes ·
9 Portis ·
11 Lopez ·
13 Nwora ·
15 Merrill ·
17 Tucker ·
21 Holiday ·
22 Middleton ·
24 Connaughton ·
25 Diakite ·
34 G. Antetokounmpo ·
43 T. Antetokounmpo ·
44 Jackson ·
66 Toupane ·
Coach Budenholzer